# Cybdelis mnasylus
Cybdelis mnasylus är en fjärilsart som beskrevs av Doubleday 1848. Cybdelis mnasylus ingår i släktet Cybdelis och familjen praktfjärilar. Inga underarter finns listade i Catalogue of Life.